# جعجعة بلا طحن
جعجعة بلا طحن أو كثير من اللغط حول لا شيء (بالإنجليزية: Much Ado About Nothing)‏ هي مسرحية كوميدية من تأليف ويليام شكسبير يعتقد انها كتبت في 1598 و1599، عندما كان شكسبير يقترب من منتصف مسيرته. نشرت المسرحية في 1623. جعجعة بلا طحن تعتبر واحدة من أفضل كوميديات شكسبير، لأنها تجمع بين عناصر من المرح القوي مع تفكر أكثر جدية على الشرف والعار والسياسة داخل البلاط.
جعجعة بلا طحن تتمحور حول زوجين من العشاق: بنديكت وبياتريس (الزوج الرئيسي) وكلوديو وهيرو (الزوج الثانوي). عند بداية المسرحية، بنديكت وبياتريس يدخلان في مشاجرات كلامية ظريفة: كل واحد منها يعلن كرهه للآخر وللحب. وعلى العكس، كلوديو وهيرو هما زوجان لطيفان وخجولان ويحبان بعضهما كثيراً. على الرغم من كون كلوديو وهيرو هما القوة الدافعة للحبكة، إلا أن الجدال بين بنديكت وبياتريس هي ما تجعل جعجعة بلا طحن محبوبة ومشهورة. بنديكت وبياتريس يجادلان بطرافة سارة، حيث يطور شكسبير علاقتهما من العداء إلى محبة خالصة ومودة مع شعور خصب من الفكاهة والتعاطف.

## وصلات خارجية
- جعجعة بلا طحن على موقع الموسوعة البريطانية (الإنجليزية)
- جعجعة بلا طحن على موقع الموسوعة البريطانية (الإنجليزية)

- نسخة مترجمة لمسرحية ضجة فارغة من قبل مؤسسة هنداوي للتعليم والثقافة